# هاورهیل
هاورهیل (به انگلیسی: Haverhill) شهرکی در شهرستان پام بیچ ایالت فلوریدا است که در سال ۱۹۵۰ بنیان‌گذاری شده‌است. این شهرک طبق سرشماری سال ۲۰۱۰ میلادی، ۱٬۸۷۳ نفر جمعیت داشته و مساحت آن نیز ۱٫۵ کیلومتر مربع است.